# Caldas de Vizela
Caldas de Vizela (llamada oficialmente União das Freguesias de Caldas de Vizela (São Miguel e São João)) es una freguesia portuguesa del municipio de Vizela, distrito de Braga.

## Historia
Fue creada el 28 de enero de 2013 en aplicación de una resolución de la Asamblea de la República de Portugal promulgada el 16 de enero de 2013 con la unión de las freguesias de São João das Caldas de Vizela y São Miguel das Caldas de Vizela, pasando su sede a estar situada en la antigua freguesia de São Miguel das Caldas de Vizela.

## Demografía
| Gráfica de evolución demográfica de Caldas de Vizela entre 2011 y 2021 |
|                                                                        |
| Datos según el nomenclátor publicado por el INE portugués.             |